# 硫磺及琉球群島戰事
硫磺及琉球群島戰事發生在1945年1月至6月間，是盟軍與日本皇軍在太平洋戰場上爆發的一系列戰役。
戰事是以火山列島及琉球群岛為戰場，兩場主要戰役分別是硫磺島戰役 (1945年2月19日至3月26日)及沖繩島戰役 (1945年4月1日至6月21日)，另外有一場主要海戰，天號作戰發生，這是日本人之行動代號。
戰事是盟軍日本戰役之一部份，目的是建立一個進攻跳板以在空中轟炸及海上封鎖支援下，但美國在廣島及長崎投下原子彈令日本攻府無條件投降，因而入侵行動沒有實施。